# Скусніченко Яків Соловейович
Яків Соловейович Скусніченко (* 5 лютого 1914, Русалівка — † 30 вересня 1943) — радянський офіцер, Герой Радянського Союзу, у роки Німецько-радянської війни заступник командира батальйону з політичної частини 498-го стрілецького полку 132-ї стрілецької дивізії 60-ї армії Центрального фронту, капітан. 

## Біографія
Народився 5 лютого 1914 року в селі Русалівка (нині Маньківський район Черкаської області) в родині селянина. Українець. Член ВКП (б)/КПРС з 1939 року. Закінчив сім класів неповної середньої школи. З 1940 року працював завідувачем відділу райкому партії в місті Славута. 
У 1936 році призваний до лав Червоної армії. У 1938 році демобілізований. Вдруге призваний в 1941 році. У боях Другої світової війни з липня 1941 року. Воював на Центральному фронті. 
25 вересня 1943 року капітан Я. С. Скусніченко в числі перших подолав Дніпро в районі села Староглибів Козелецького району Чернігівської області. У бою за плацдарм в рукопашний сутичці знищив сім нацистів. 
30 вересня 1943 року  загинув у бою. Похований у селі Косачівка Козелецького району. 

## Нагороди, пам'ять
Указом Президії Верховної Ради СРСР від 17 жовтня 1943 року за мужність і героїзм, проявлені при форсування Дніпра і утримання плацдарму на його правому березі капітану Якову Соловейовичу Скусніченку посмертно присвоєно звання Героя Радянського Союзу. 
Нагороджений орденом Леніна, орденами Вітчизняної війни 2-го ступеня, Червоної Зірки. 
Ім'я Героя увічнено на обеліску Слави в рідному селі.